# 밀라그로스 수도교

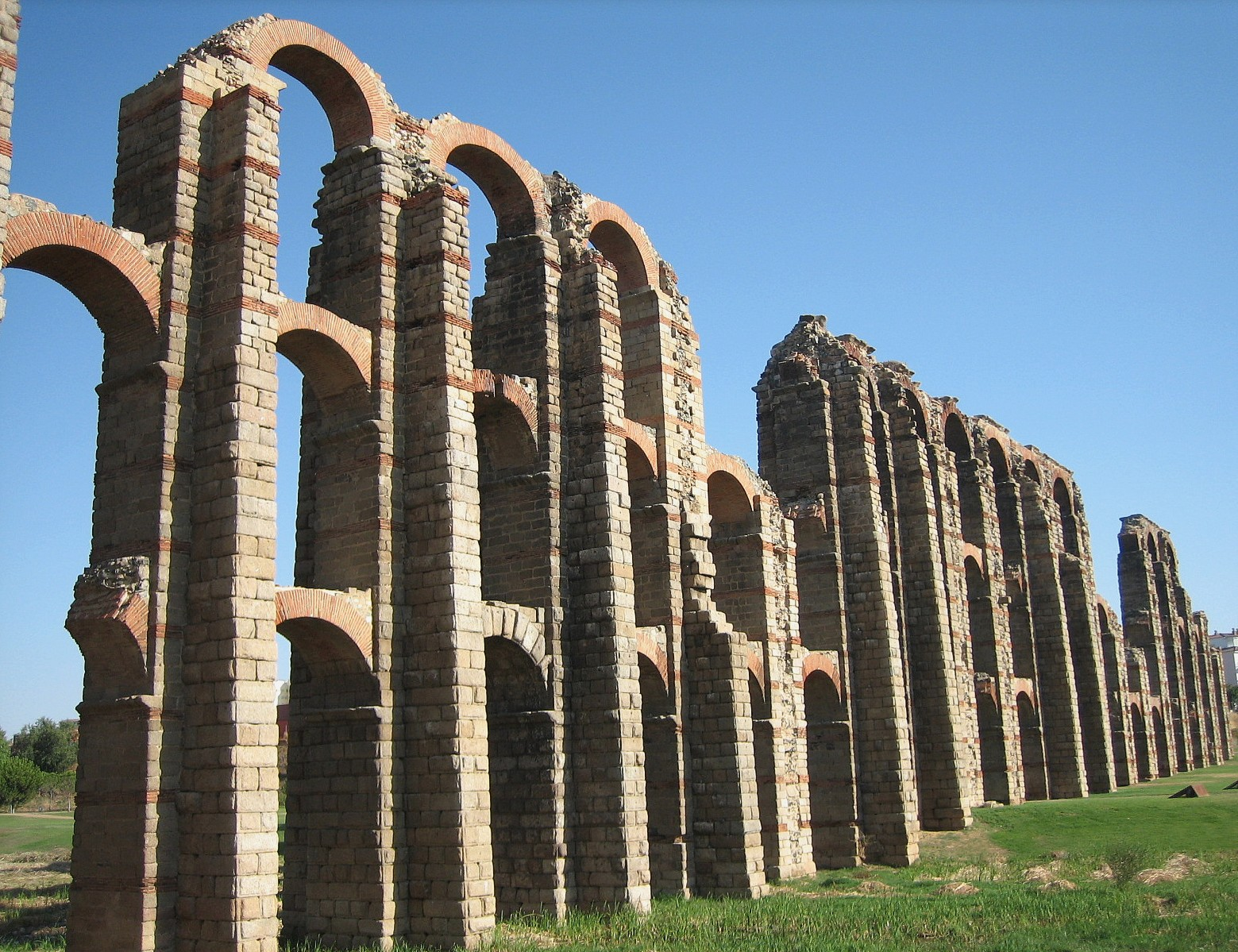
밀라그로스 수도교의 모습

밀라그로스 수도교(스페인어: Acueducto de los Milagros)는 스페인 메리다에 있는 고대 로마의 수도교 유적이다. 당시 로마 식민지였던 에메리타 아우구스타 지역에 수도를 공급하기 위한 목적으로 건설되었다.
현존하는 것은 비교적 짧은 구간이며 총 38개의 아치 기둥으로 이루어져 있다. 높이는 25m, 총길이는 830m이다. 붉은 벽돌 사이사이에 화강암 마름돌을 끼워 쌓는 '오푸스 믹스툼' (opus mixtum) 공법으로 지어졌으며 이중 회랑 구조로 되어 있다. 메리다에서 북서쪽으로 5 km 떨어진 지점에 라스파르디야스 하천으로 물이 들어오는 프로세르피나 저수지에서 메리다 시내까지 물을 끌어오는 기능을 하였다.
밀라그로스 수도교는 1세기경에 지어진 것으로 추정되며 300년경에는 2차 구조물 공사 및 유지보수가 이뤄졌다. 이후 메리다 주민들이 수도교를 보고 갖는 경외감에서 '기적의 수도교' (Aqueducto de los Milagros)라는 이름을 붙였고, 그것이 지금까지 이어져 오고 있다.
밀라그로스 수도교 외에도 메리다 시에는 수도교가 두 개 더 있었는데 하나는 코르날보 저수지를 수원지로 삼은 15 km 길이의 아쿠아 아우구스타, 다른 하나는 지하 수로로 물을 끌어온 삼 라사로 수도교였다. 밀라그로스 수도교는 1993년 메리다 고고 유적군의 일부로서 유네스코 세계유산에 등재되었다.

## 같이 보기
위키미디어 공용에 밀라그로스 수도교 관련 미디어 분류가 있습니다.
- 세고비아 수도교
- 퐁뒤가르